# Мартіна Галльмен
Мартіна Галльмен (нім. Martina Hallmen, 20 травня 1959) — німецька хокеїстка на траві.
Срібна призерка Олімпійських Ігор 1984 року, учасниця 1988 року.